# Salon indien du Grand Café

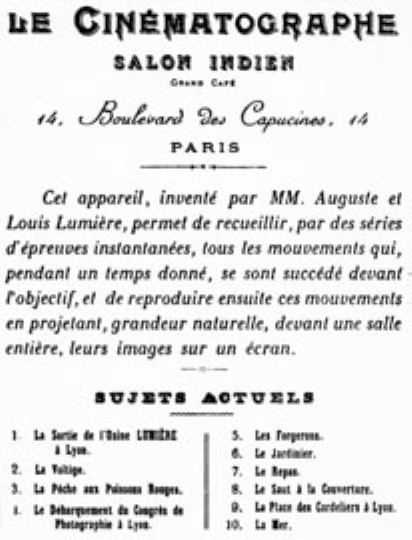
Programma van de voorstelling

Het Salon indien du Grand Café was de ruimte in de kelder van het Grand Café, gelegen in het 9e arrondissement van Parijs. Op 28 december 1895 vond hier de eerste commerciële filmvoorstelling plaats, vertoond met de cinematograaf. Er werden tien korte films van de gebroeders Lumière vertoond, zijnde:
- La Sortie de l'usine Lumière à Lyon
- La Voltige
- La Pêche aux poissons rouges
- Le Débarquement du congrès de photographie à Lyon
- Les Forgerons
- L'Arroseur arrosé
- Le Repas de bébé
- Le Saut à la couverture
- La Place des Cordeliers à Lyon
- La Mer (Baignade en mer)

Tegenwoordig bevindt zich op deze plaats een restaurant van het hotel Scribe, genaamd Café Lumière.